# Веллидис, Маркос
Маркос Веллидис (род. 4 апреля 1987 года в Кастории) — греческий футболист, вратарь, значительную часть карьеры провёл в клубе «ПАС Янина».

## Клубная карьера

### «Панатинаикос»
Веллидис начал свою карьеру в августе 2005 года, подписав контракт с «Панатинаикосом». В 2006/07 сезоне он отправился на правах аренды в «Коропи», где сыграл в 17 матчах. В следующем сезоне он перешёл на правах аренды в «Диагорас» и сыграл в 36 матчах.

### «Диагорас»
В 2008 году «Диагорас» выкупил Веллидиса из «Панатинаикоса». Он сыграл 62 матча за клуб. Он хорошо отбивал пенальти и пользовался популярностью среди болельщиков. К нему был незначительный интерес со стороны нескольких команд, но самым настойчивым был «Арис Салоники». Фанаты «Диагораса» были очень рады за вратаря, они хотели, чтобы Веллидис показал свой талант и значимость в сильной команде, и этой командой оказался «Арис». Веллидис подписал контракт с командой, которая на тот момент успешно выступала в Греции и Европе.

### «Арис»
15 июня 2010 года Веллидис официально стал игроком «Ариса», получив футболку с первым номером.
В сезоне 2010/11 Веллидис сыграл лишь четыре матча за «Арис», тем не менее отыграл хорошо. Веллидис зарекомендовал себя как перспективного вратаря, а также достойного сменщика Михалису Сифакису.
В 2011/12 сезоне у основного вратаря «Ариса», Сифакиса, начались проблемы со здоровьем, которые вывели его из строя на 5—8 месяцев. Веллидис сыграл свой первый матч в сезоне 2 октября 2011 года против «Ксанти» на «Клеантис Викелидис», он не пропустил ни одного гола. С тех пор Веллидис стал первым вратарём в команде. Тот сезон был лучшим для Веллидиса в «Арисе».
В следующем сезоне у «Ариса» начались финансовые проблемы, но Веллидис был одним из тех, кто остался верен клубу. Он был основным вратарём, и болельщики хотели, чтобы он оставался в клубе. Он был одним из самых перспективных игроков «Ариса» наряду с Яннисом Янниотасом. Перед матчем с «Паниониосом» на «Клеантис Викелидис» он поссорился с тренером Макисом Кацавакисом. Тем не менее, было решено, что Веллидис останется в команде.

### «ПАС Янина»
13 июня 2013 года Веллидис подписал двухлетний контракт с «ПАС Янина». Его первый матч за клуб состоялся 18 августа 2013 года на выезде против «Астерас Триполис», игра завершилась ничьей 3:3. Веллидисом продолжили интересоваться другие клубы, в частности «Олимпиакос» рассматривал его как возможную замену Балажу Медьери, контракт которого истекал летом.
Будучи одним из самых стабильных и наиболее ценных игроков ПАСа в течение последних сезонов, 28-летний вратарь заключил новый трёхлетний контракт до 2018 года за неназванную сумму.
Он начал сезон 2015/16, став самым ценным игроком второго тура Суперлиги благодаря домашней победе над ПАОКом со счётом 3:1. В первом тайме соперник доминировал, но потерял ряд возможностей для гола. С 30-й минуты и до конца тайма греческий вратарь продемонстрировал хорошую реакцию, парировав удары Роберта Мака, Эрика Сабо и Марина Леоваца.

### ПАОК
19 января 2016 года Веллидис подписал контракт на 2,5 года с ПАОКом за неназванную сумму. 24 января 2016 года он дебютировал за клуб в матче дерби против афинского АЕКа. Летом 2016 года тренер Владимир Ивич начал предпочитать Веллидису новичка клуба, серба Желько Бркича, а также Панайотиса Гликоса. В результате Веллидис сыграл только один матч в сезоне 2016/17, это была выездная игра кубка Греции против «Панелефсиниакоса», соперник был разгромлен со счётом 7:0. 31 января 2017 года Веллидис расторг свой контракт с клубом.
2 марта 2017 года Веллидис был на просмотре в клубе английского Чемпионшипа «Ноттингем Форест». Вратарь покинул ПАОК в январе, под конец трансферного окна, и мог успеть найти новый клуб. С 2017 года он начал тренироваться как свободный агент со своим бывшим клубом «ПАС Янина».

### Возвращение в ПАС и дальнейшая карьера
28 июня 2017 года Веллидис официально стал игроком ПАСа. Однако ему так и не удалось набрать прежнюю форму, в итоге он проиграл конкуренцию Неофитосу Михаилу. 7 мая 2019 года после понижения клуба, Веллидис расторг контракт с клубом по обоюдному согласию.
19 июня 2019 года он официально стал игроком клуба «Ламия», подписав двухлетний контракт за нераскрытую сумму. 6 ноября 2019 года после выездной игры с чемпионом, ПАОКом, стороны разорвали контракт по взаимному согласию.
8 января 2020 года Веллидис подписал контракт с клубом чемпионата Кипра, «Олимпиакос Никосия». 22 августа вернулся в Грецию, став игроком «Верии».

## Международная карьера
10 августа 2012 года главный тренер сборной Греции Фернанду Сантуш впервые вызвал Веллидиса на товарищеский матч против Норвегии. Он дебютировал в сборной 16 июня 2015 года в товарищеском гостевом матче против Польши, заменив в конце матча Стефаноса Капино.